# Tânia Puschnerat
Tânia Puschnerat-Ünlüdağ (* 30. März 1957 in Rio de Janeiro) ist eine deutsche Historikerin.
Puschnerat-Ünlüdağ gehörte zur Leitung des Zentrums für Nachrichtendienstliche Aus- und Fortbildung (ZNAF) des Bundesnachrichtendienstes und des Bundesamtes für Verfassungsschutz in Berlin. Zuvor war sie Referatsleiterin in der Abteilung Islamismus/Islamistischer Terrorismus des Verfassungsschutzes. Sie schreibt als Autorin für das Jahrbuch Extremismus & Demokratie und ist Privatdozentin an der Ruhr-Universität Bochum.
Puschnerat studierte in den 1980er Jahren Geschichtswissenschaft an der Bergischen Universität Wuppertal und wurde 1991 dort promoviert. Sie habilitierte sich 1999 an der Ruhr-Universität Bochum. Ihre Habilitationsschrift über Clara Zetkin, die 2003 auch als Buch veröffentlicht wurde, bezeichnete der Historiker Christian von Ditfurth in seiner Buchbesprechung in Die Welt als Schlüsselbuch. Sie habe lange verschlossene Akten und Briefwechsel sowie Tagebucheinträge ausgewertet und gehöre zu jenen Historikerinnen, die Erkenntnisse jenseits der ausgetretenen Pfade suchen und finden. Jochen Staadt rezensierte 2004 das Buch in der Frankfurter Allgemeinen Zeitung überzeugt als „mentalitätsgeschichtliche Fallstudie“, die mit breitem Quellenmaterial arbeite.
Nach Angaben von Jochen Bülow im Neuen Deutschland vom November 2002 war Puschnerat Mitglied der SPD, damals aber bereits wieder ausgetreten.

## Veröffentlichungen
- Hrsg. von Karl-Hermann Beeck unter Mitarbeit von Marcus Puschnerat: Historische Texte aus dem Wupperthale. Quellen zur Sozialgeschichte des 19. Jahrhunderts, Born-Verlag, Wuppertal 1989, ISBN 3-87093-021-7.
- Mentalität und Literatur. Zum Zusammenhang von bürgerlichen Weltbildern und christlicher Erziehungsliteratur im 19. Jahrhundert am Beispiel der Wuppertaler Traktate, Rheinland-Verlag, Köln-Pulheim 1993, ISBN 3-7927-1379-9 (zugleich: Dissertation, Universität Wuppertal, 1991).
- mit Sylvia Eichelkraut-Naumann: Peter Hasenclever – Kaufmann und Unternehmer der Aufklärung. In: Karl-Hermann Beeck (Hrsg.): Bergische Unternehmergestalten im Umbruch zur Moderne, Schmidt-Verlag, Neustadt/Aisch 1996, ISBN 3-87707-498-7, S. 41–119.
- Anarcho-Syndikalisten, Widerstandskämpfer, Rebellen. Drei Zugriffe auf die Geschichte der Brüder Brenner. In: Andreas G. Graf (Hrsg.): Anarchisten gegen Hitler. Anarchisten, Anarcho-Syndikalisten, Rätekommunisten in Widerstand und Exil, Lukas-Verlag, Berlin 2001, ISBN 3-931836-23-1, S. 225–251.
- Clara Zetkin. Bürgerlichkeit und Marxismus, Klartext-Verlag, Essen 2003, ISBN 3-89861-200-7 (zugleich: Habilitationsschrift, Universität Bochum, 1999).
- Vom „Tumult“ zum Streik. Lernprozesse der Arbeiterschaft im Wuppertal der Frühindustrialisierung. In: Jörg Hentzschel-Fröhlings, Guido Hitze, Florian Speer (Hrsg.): Gesellschaft – Region – Politik. Festschrift für Hermann de Buhr, Heinrich Küppers und Volkmar Wittmütz, Book on Demand, Norderstedt 2006, ISBN 3-8334-4138-0, S. 215–233.